# 日本空調サービス
日本空調サービス株式会社（にほんくうちょうサービス、英: Nippon Air Conditioning Services Co.,Ltd.）は、空調設備メンテナンスなどが主体で建築設備工事も行う独立系企業である。

## 事業内容
- 建物設備のメンテナンス
- 同上のリニューアル工事
- 環境管理業務

## 沿革
- 1964年 名古屋市中村区東宿町にて設立。
- 1965年 管工事の許可（愛知県知事）を得る。
- 1966年 本店を中日ビル内に移転。
- 1974年 管工事の許可（建設大臣）を得る。本店を住友生命名古屋ビル内に移転。
- 1978年 本店を現在地に移転。
- 1996年 日本証券業協会に店頭登録。
- 1997年 本店新社屋竣工。
- 1999年 中華人民共和国蘇州市に㈱サンテックと現地資本蘇州新区経済発展集団総公司の三社合作で蘇州日空山陽機電技術有限公司設立。
- 2004年 ジャスダックに上場。
- 2006年 東京証券取引所・名古屋証券取引所2部に上場。これに伴いジャスダック証券取引所は上場廃止。
- 2007年 東京・名古屋両証券取引所1部に上場。
- 2011年 中華人民共和国上海市に上海日空山陽国際貿易有限公司設立。
- 2015年 バングラデシュ人民共和国ダッカに NACS BD Co., Ltd.設立。
- 2015年 Evar Air-conditioning & Engineering Pte. Ltd.を子会社化。
- 2016年 シンガポール共和国にNACS Singapore Pte. Ltd.設立。
- 2016年 タイ王国バンコクに TPS社との合弁会社 NACS TPS ENGINEERING CO., LTD.設立。
- 2017年 マレーシアの NIPPON KUCHO SERVICES(M) SDN.BHD.に出資し子会社化。
- 2017年 ベトナム社会主義共和国にNACS ENGINEERING VIETNAM CO., LTD.設立。
- 2017年 ミャンマーにNACS ENGINEERING Myanmar CO., LTD.設立。
- 2018年 全都道府県進出を達成
- 2018年 子会社 西日本空調管理株式会社及び日本空調四国株式会社を吸収合併により事業統合
- 2019年 子会社 株式会社日本空調岐阜を吸収合併により事業統合
- 2020年 子会社 株式会社日本空調東海を吸収合併により事業統合
- 2022年 株式会社東京証券取引所プライム市場、株式会社名古屋証券取引所プレミア市場へ移行

## グループ企業
- 日本空調東北 : 仙台市
- 日本空調北陸 : 富山市
- 日本空調システム : 名古屋市
- イーテック・ジャパン : 東京都江東区
- 日空ビジネスサービス : 名古屋市
- 蘇州日空山陽機電技術 : 中国・蘇州市
- 上海日空山陽国際貿易 : 中国・上海市
- NACS BD Co., Ltd.：バングラデシュ・ダッカ
- Evar Air-conditioning & Engineering Pte. Ltd. : シンガポール
- NACS Singapore Pte. Ltd. : シンガポール
- NACS TPS Engineering Co., Ltd.：タイ王国・バンコク
- NACS ENGINEERING VIETNAM CO., LTD.：ベトナム・ハノイ
- NACS ENGINEERING Myanmar CO., LTD.：ミャンマー・ヤンゴン

## 太陽光発電所
- 富山県内に５ヵ所、愛知県内に１ヵ所の自社所有発電所がある。

## その他

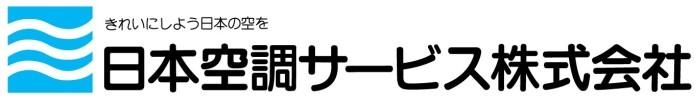
企業ロゴマーク

- コーポレートカラーは空をイメージした青である。
- 英文社名の「サービス」は複数形を用いている。
- 一般空調設備などの工事を行う新日本空調や、新日空サービス、新日本空調サービス、日本空調サービス工業とは無関係。